# Bulbophyllum labatii
Bulbophyllum labatii là một loài phong lan thuộc chi Bulbophyllum.